# ラファエル・カルロス・ペレス・ゴンサレス
マラニョン(Marañón)こと、ラファエル・カルロス・ペレス・ゴンサレス（Rafael Carlos Pérez González, 1948年7月23日 - ）は、スペイン・パンプローナ県出身の元サッカー選手。スペイン代表であった。ポジションはFW。
レアル・マドリード出身であり、主にRCDエスパニョールで活躍した。プリメーラ・ディビシオンでは通算308試合に出場して116得点を挙げた。スペイン代表としては1978 FIFAワールドカップに出場した。

## 経歴
ナバーラ州オリーテに生まれ、19歳の時にレアル・マドリードの下部組織に加入。1968-69シーズンにセグンダ・ディビシオン（2部）のオンティニエントCFにレンタル移籍してプロデビューし、1969-70シーズンは同じくセグンダのスポルティング・ヒホンにレンタル移籍した。1970年、レアル・マドリードのトップチームに正式に昇格したが、4年の在籍期間中には地位を確立できず、リーグ戦での最多出場は1973-74シーズンの19試合に留まった。
1974年にRCDエスパニョールに移籍し、1974-75シーズンと1975-76シーズンは低調な成績に終わったが、1976-77シーズン以降は常に二桁得点を記録し、キャプテンを務めるとともに欧州カップ戦でもプレー。1976-77シーズンにはバレンシアCFのマリオ・ケンペスに次ぐ得点ランキング2位タイの22得点を挙げた。1977年3月2日、アリカンテで行われたハンガリーとの親善試合(1-1)でスペイン代表デビュー。1978年には1978 FIFAワールドカップに出場するメンバーに招集されたが、大会中は一度も出場機会がなかった。スペイン代表ではデビューから約1年の間に4試合に出場した。エスパニョールでは111得点を記録し、プリメーラでのクラブ最多得点者となったが、2007年にラウール・タムードに記録を塗り替えられた。1983年にセグンダ・ディビシオンB（3部相当）のCEサバデルに移籍し、1983-84シーズンにはセグンダ昇格に尽力した。1986年、もう少しで38歳という時に現役引退した。

## タイトル
- レアル・マドリード

プリメーラ・ディビシオン: 1971–72
コパ・デル・レイ: 1973–74
- CEサバデル

セグンダ・ディビシオンB: 1983–84